# Discographie de Lightning Bolt

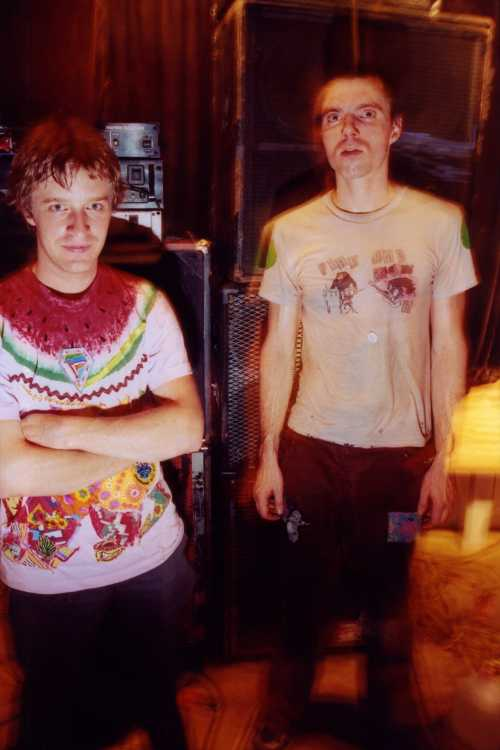
Brian Gibson et Brian Chippendale de Lightning Bolt en 2003.

Cet article présente une discographie de Lightning Bolt qui se veut exhaustive. Hisham Bharoocha, qui faisait partie de la formation initiale, quitta le groupe en 1996 après n'avoir publié qu'un seul enregistrement officiel avec le groupe: le titre "Revenge" sur la compilation Repopulation Program.
Lighting Bolt a réalisé un total de 4 albums, un certain nombre de singles et splits et ont fait diverses apparitions sur des compilations. Ils sont les protagonistes du DVD The Power of Salad filmé au cours de leur tournée 2003.

## Albums
| Année | Titre                                                                                  | Autre                                                                                       |
| ----- | -------------------------------------------------------------------------------------- | ------------------------------------------------------------------------------------------- |
| 1997  | Lightning Bolt - Label: Load Records (Load #26)                                        | - Edition vinyle limitée (750 exemplaires)[2]. - 50-minute companion cassette piste "zone". |
| 1999  | Lightning Bolt - Label: Load Records (Load #26)                                        | - Réédition en CD avec "Zone" incluse comme piste bonus et un nouvel artwork[3].            |
| 2001  | Ride the Skies - Label: Load Records (Load #31) - Date de sortie: février 2001         |                                                                                             |
| 2003  | Wonderful Rainbow - Label: Load Records (Load #41) - Date de sortie: 4 mars 2003       |                                                                                             |
| 2005  | Hypermagic Mountain - Label: Load Records (Load #78) - Date de sortie: 18 octobre 2005 |                                                                                             |

### Frenzy
Des rumeurs persistantes ont couru sur de la sortie d'un album entièrement improvisé intitulé Frenzy, et qui devait sortir en 2004,,.

## Singles
| Année | Titre                                                                             | Autre |
| ----- | --------------------------------------------------------------------------------- | --- |
| 1997  | Split (split avec Forcefield) - Label: Load Records (Load #14)                    | - Lightning Bolt (Face A): "Part A," "Part B" - Forcefield (Face B): Dual Mine, Ops Olsis, GI Zome, et Pac                        |
| 2000  | "Conan" (aussi connu comme Tour 7") - Label: Load Records (Load #29)              | - Avec "Behemoth" et "Into the Mist"                                                                                              |
| 2006  | Ultra Cross Vol. 1 (split avec Guitar Wolf) - Label: Ki/oon Records et Sony Japon | - Guitar Wolf (Face A, titres japonais) - Lightning Bolt (Face B): Powwowwee, Planet of the Lightning Bolts - Japon uniquement[7] |

## Vidéos
| Année | Titre                                                                                     |
| ----- | ----------------------------------------------------------------------------------------- |
| 2003  | The Power of Salad - Label: Load Records (Load #40) - Dirigé par Peter Glantz et Nick Noe |

## Compilations
| Année | Titre                                                                            | Piste(s)                         | Label                        | Autre                                                                 |  |
| ----- | -------------------------------------------------------------------------------- | -------------------------------- | ---------------------------- | --------------------------------------------------------------------- |  |
| 1996  | Repopulation Program                                                             | "Revenge"                        | Load Records                 | - Seule publication officielle avec Hisham Bharoocha.                 |  |
| 1999  | Fruited Other Surfaces                                                           | "LB.3.K6K3GU3.GO"                | Vermiform Records            |                                                                       |  |
| 1999  | You're Soaking in It                                                             | "Diet of Grapes and Nuts"        | Load Records                 |                                                                       |  |
| 2000  | Bad Music for Bad People                                                         | "Rotata-ville"                   | Trash Art!                   |                                                                       |  |
| 2000  | Mish Mash Mush Mega Mix Vol. 3                                                   | "Race Back to Earth"             | Fort Thunder                 |                                                                       |  |
| 2001  | U.S. Pop Life Vol. 7: Random Access Music Machine                                | "Untitled"                       | Contact Records              |                                                                       |  |
| 2001  | KFJC Live from the Devil's Triangle Vol. III                                     | Sans titre                       | KFJC                         |                                                                       |  |
| 2001  | Real Slow Radio                                                                  | "Jam at the Parlor"              | Fort Thunder                 |                                                                       |  |
| 2001  | Old Tyme Lemonade                                                                | "Swarm"                          | Hospital Productions         | - Le projet parallèle de Chippendale Mindflayer y apparaît également. |  |
| 2001  | Troubleman Mix-Tape                                                              | "Waiting for the Snake Assassin" | Troubleman Unlimited Records |                                                                       |  |
| 2001  | Mish Mash Mush Vol. 7                                                            | "Luxery Tomb"                    | Fort Thunder                 |                                                                       |  |
| 2002  | Don't Shoot the Toy Piano Player                                                 | "13 Monsters"                    | WFMU                         |                                                                       |  |
| 2002  | If The Twenty-First Century Didn't Exist, It Would Be Necessary To Invent It     | "Ride The Friendly Skies"        | 5RC                          |                                                                       |  |
| 2002  | U.S. Pop Life Vol. 12: Random Slice of Life at Ft. Thunder - Bands Who Played At | Sans titre                       | Contact Records              |                                                                       |  |
| 2004  | Pick a Winner (DVD et CD)                                                        | Live                             | Load Records                 |                                                                       |  |
| 2005  | I Love Guitar Wolf...Very Much                                                   | "Planet of the Wolves"           | Narnack Records              |                                                                       |  |
| 2005  | A Benefit For Our Friends (DMBQ Tribute CD)                                      | "Excitebike"                     | Aucun                        |                                                                       |  |
| 2006  | Rough Trade Shops: Rock and Roll 1                                               | "Riffwraiths"                    | V2 Records                   |                                                                       |  |
| 2007  | Ex Drummer                                                                       | "2 Morro Morro Land"             | Play It Again Sam            |                                                                       |  |
| 2007  | The Supermassive Selection CD par Muse                                           | "Magic Mountain"                 | New Musical Express          | - CD accompagnant NME Magazine, 16 juin 2007.                         |  |
| 2007  | Sleep When You are Dead par Mighty Robot (DVD)[8]                                | Live                             | Contact Records              |                                                                       |  |
| 2007  | Cue the Bugle Turbulent (The 2007 Believer Music Issue CD)[9]                    | "Deceiver"                       | The Believer                 |                                                                       |  |
| 2009  | MéGA FRRiSSON Volume un (format K7)                                              | "????? (Titre 10 / Face A)"      | Grrrnd Zero                  |                                                                       |  |

## Sources/Références
1. ↑  Welcome to Goldstar Public Relations
2. ↑  Lightning Bolt
3. ↑  allmusic ((( Lightning Bolt > Overview )))
4. ↑  Lightning Bolt - Hypermagic Mountain - Review - Stylus Magazine
5. ↑  A bolt of guerilla noise - Arts
6. ↑  Tiny Mix Tapes NEWS: Lightning Bolt: Head Nothing, Heart Everything
7. ↑  Brian Chippendale | Pitchfork
8. ↑  Pitchfork: Liars, Lightning Bolt, Oneida on Mighty Robot DVD
9. ↑  The Believer - “Cue the Bugle Turbulent”

- (en) Cet article est partiellement ou en totalité issu de l’article de Wikipédia en anglais intitulé « Lightning Bolt discography » (voir la liste des auteurs).